# Patricia Prawit
Patricia Prawit (* 1961) ist eine deutsche Sängerin, die unter anderem durch die Rolle des Burgfräuleins Bö in den Kinderbuch-Musicals um den Ritter Rost bekannt wurde.

## Biographie
Schon in ihrer Schullaufbahn hatte Prawit Kontakt mit Musik und Theater, als sie eine Ausbildung im Spielen mehrere Instrumente erhielt sowie an Tanz- und Theateraufführungen mitwirkte. Sie startete ihre Karriere als Musical-Sängerin und war drei Jahre lang Hauptsängerin in Abendrevuen am Friedrichstadtpalast in Berlin. Seit 1994 singt Patricia Prawit die Burgfrau Bö in den Ritter Rost Musicals. Im Jahr 2000 startete sie zusätzlich eine Performance als Marlene Dietrich in ihrer eigenen Show, die denselben Namen trägt. Seit 2004 bringt sie auch eigene CDs auf den Markt.

## Diskographie
- Tanz doch mit (2004)
- Weihnachtsgrüße (2004)
- Geburtstagsparty (2005)
- Allein in einer großen Stadt (2005)
- Bö's Partyhits (2011)